# Vahliellaceae
Vahliellaceae is een botanische naam voor een monotypische familie van korstmossen behorend tot de orde Peltigerales. Het bevat alleen het geslacht Vahliella.